# Symulowane wyżarzanie
Symulowane wyżarzanie – rodzaj algorytmu heurystycznego przeszukującego przestrzeń dopuszczalnych rozwiązań problemu w celu wyszukania rozwiązań najlepszych. Sposób działania symulowanego wyżarzania nieprzypadkowo przypomina zjawisko wyżarzania w metalurgii.

## Algorytm
Kroki algorytmu w klasycznym podejściu podczas minimalizacji funkcji {\displaystyle F(w){:}}
1. Losowy wybór punktu startowego {\displaystyle w.} Przyjęcie temperatury {\displaystyle T=T_{max},}
2. Wyznaczenie wartości funkcji {\displaystyle F(w)} w punkcie {\displaystyle w,}
3. Wyznaczenie {\displaystyle w'=w+\Delta w,} gdzie {\displaystyle \Delta w} jest realizacją zmiennej losowej o rozkładzie normalnym z medianą w punkcie {\displaystyle \Delta w} i średnią wariancją równą {\displaystyle T,}
4. Wyznaczenie wartości funkcji {\displaystyle F(w')} w nowym punkcie,
5. Podstawienie wartości {\displaystyle w'} do {\displaystyle w} z prawdopodobieństwem danym rozkładem Boltzmanna {\displaystyle b(E(w')-E(w),T),}
6. Zmniejszenie temperatury {\displaystyle T=nT,} gdzie {\displaystyle n} jest stałą z przedziału {\displaystyle (0,1),}
7. Spełnienie kryterium stopu lub powrót do kroku 3.